# فرناندو بلوسکی
فرناندو بلوسکی (اسپانیایی: Fernando Belluschi‎؛ زادهٔ ۱۰ سپتامبر ۱۹۸۳) یک بازیکن فوتبال اهل آرژانتین است.
از باشگاه‌هایی که در آن بازی کرده‌است می‌توان به المپیاکوس، جنوا، پورتو، ریور پلاته، بورسااسپور، نیولز اولد بویز، باشگاه فوتبال کروز آزول و سن لورنزو اشاره کرد.
وی همچنین در تیم ملی فوتبال آرژانتین بازی کرده‌است.